# 時を越えて〜Fantastic World〜
「時を越えて〜Fantastic World〜」（ときをこえて・ファンタスティック・ワールド）は、日本の音楽デュオ・WaTのメジャー7作目（通算8作目）のシングル。

## 概要
- 前作「夢の途中/TOKIMEKI☆DooBeeDoo」から約3ヶ月ぶりのシングル。
- 表題曲はユニバーサル・スタジオ・ジャパン『ファンタスティック・ワールド』のCMソングに起用された。
- 初回限定盤と通常盤の2形態で発売された。初回限定盤はトリプルジャケット仕様で、ボーナストラックが追加収録された。

## 収録曲
1. 時を越えて〜Fantastic World〜
作詞・作曲：WaT
編曲：華原大輔
「つながり」や「人との絆」をテーマにユニバーサル・スタジオ・ジャパン『ファンタスティック・ワールド』のために書き下ろした楽曲[1]。
2. 花咲けば
作詞・作曲：WaT
編曲：華原大輔
3. 時を越えて〜Fantastic World〜 (Instrumental)
作曲：WaT
編曲：華原大輔
表題曲のインストゥルメンタルバージョン。
4. 花咲けば (Instrumental)
作曲：WaT
編曲：華原大輔
カップリング曲のインストゥルメンタルバージョン。
5. WaT紅白セレクション
初回限定盤にのみ収録されたボーナストラック。2007年の『第58回NHK紅白歌合戦』で披露した「Awaking Emotion 8/5」「君に贈る歌」「僕のキモチ」からなるメドレーをレコーディングスタジオで収録した音源。

## 参加ミュージシャン
WaT
- ウエンツ瑛士：Vocal (#1,2)、Chorus (#1)
- 小池徹平：Vocal (#1,2)、Chorus (#1)、Acoustic Guitar (#1,3)

Support Musician
- 華原大輔：Bass & Programming (#1,3)
- 朝井泰生：Electric Guitar & Acoustic Guitar (#1,3)
- 桜井正宏：Drums (#1,3)
- 弦一徹ストリングス：Strings (#1,3)
- anachro：Chorus (#1)

## タイアップ
- ユニバーサル・スタジオ・ジャパン『ファンタスティック・ワールド』CMソング (#1)

## 収録アルバム
- 卒業BEST (#1)